# NGC 4035
NGC 4035 је спирална галаксија у сазвежђу Гавран која се налази на NGC листи објеката дубоког неба.
Деклинација објекта је - 15° 56' 57" а ректасцензија 12h 0m 29,2s. Привидна величина (магнитуда) објекта NGC 4035 износи 13,4 а фотографска магнитуда 14,2. NGC 4035 је још познат и под ознакама MCG -3-31-10, 1SZ 122, IRAS 11579-1540, PGC 37853.